# Cantó de La Guiche
El cantó de La Guiche és un cantó francès del departament de Saona i Loira, situat al districte de Charolles. Té 11 municipis i el cap és La Guiche.

## Municipis
- Ballore
- Chevagny-sur-Guye
- Collonge-en-Charollais
- La Guiche
- Joncy
- Marizy
- Pouilloux
- Le Rousset
- Saint-Marcelin-de-Cray
- Saint-Martin-de-Salencey
- Saint-Martin-la-Patrouille

## Història
| Data d'elecció                           | Identitat                | Partit                        | Qualitat |
| ---------------------------------------- | ------------------------ | ----------------------------- | -------- |
| 1945-1967                                | Auguste Pénot            | SFIO                          |          |
| 1967-1998                                | Armand Aubague           | FGDS, després PS, després UDF |          |
| 1998-2008                                | Daniel Decerle           | PS                            |          |
| 2008-                                    | Jean-François Lautissier | PS                            |          |
| les dades anteriors no són pas conegudes |                          |                               |          |
|                                          |                          |                               |          |

## Demografia
| A partir de 1990: Població sense dobles comptes |